# 原嘉孝
原 嘉孝（はら よしたか、1995年〈平成7年〉9月25日 - ）は、日本のアイドル、俳優、タレント。男性アイドルグループ・timeleszのメンバー。愛称は、原ちゃん、よしくん。
神奈川県出身。STARTO ENTERTAINMENT所属。

## 来歴
子どものころから目立つのが好きだったため、「自分の個性を生かせるのはアイドルしかない！」と考えジャニーズ事務所に応募し、2010年10月30日に入所。中学3年生からジャニーズJr.として活動する。同期に佐藤勝利、目黒蓮、松倉海斗、宮近海斗、中村海人、神宮寺勇太がいる。2010年にはジャニーズJr.内ユニット・ジャPAニーズHIのメンバーにも名を連ねた。
2016年11月11日、『ARASHI LIVE TOUR 2016-2017 Are You Happy?』にてジャニーズJr.内グループ・宇宙Sixへの加入を発表。
2019年8月、舞台『THE BANK ROBBERY!〜ダイヤモンド強奪大作戦〜』で舞台初単独主演。
2020年10月4日、宇宙Sixの解散に伴いソロ活動に専念することが発表された。
2021年4月22日、ジャニーズ事務所公式サイト内に個人アーティストとしてのページが設立され、ジャニーズJr.を卒業。
2023年10月18日、ソロで俳優業をメインに活動する8人で「あくたれ」という公式X（旧Twitter）アカウントを開設するも、2024年2月1日に公式Instagramを開設し、今後は個人アカウントに専念することを報告した。同年7月27日、同じ事務所に所属する俳優である室龍太、高田翔、寺西拓人と共に創作プロジェクト『俳優企画（仮）』を発足することを発表した。9月25日には公式Instagramも開設。
2025年2月15日、29歳でtimelesz projectを経てtimeleszへ加入する。

## 人物
- 兄弟は姉2人と弟がいる[20]。ペットはオカメインコのココとボタンインコのルルを飼っている[21]。
- 季節を問わずタンクトップを頻繁に着用し[22][23]、筋トレにも励んでいるが[注 1]、見た目とは異なり実は「豆腐メンタル」の持ち主[25]。一方で寺西拓人（timelesz）からは優しい性格であると評されている[26][27][28]。
- サザンオールスターズの原由子は遠い親戚に当たることを、2025年3月21日放送のテレビ朝日系『ミュージックステーション』で共演した際のやりとりにて明らかにした[29]。

### 特技・趣味
- 特技は空気を読むこと、趣味は舞台鑑賞[30]。
- 得意なダンスのジャンルはヒップホップ[21]。
- 中学・高校時代はバレーボール部に所属していた[31]。

### 交友関係
- 辰巳雄大、寺西拓人や影山拓也などと交友がある[10][28]。また、『メタルマクベス』や『リチャード二世』で共演した岡本健一が開催する演劇ワークショップに複数回参加している[31]。挫折して同期や先輩・後輩と比べてしまい、悩んだ際には山下智久に相談しており、「山下君みたいになりたいんです」という言葉に対してかけてもらった「それは無理だよ。原は俺にはなれない、でも俺も原にはなれないから、原は原になればいいよ」という言葉を教訓としている[25]。
- 同事務所の目黒蓮は同期で親友[32]。2人のコンビは「はらめぐ」と呼ばれ、先輩のバックなどステージでもシンメトリーで踊ることが多かった[33]。テレビドラマでは2015年の『お兄ちゃん、ガチャ』や2023年の『トリリオンゲーム』で共演を果たした[33]。
- ダンスで憧れている先輩に佐久間大介を挙げている[34]。佐久間が原を食事に連れて行ったりダウンジャケットやニット帽を贈るなど、なにかと交流がある[35]。

## 出演
グループ活動はジャPAニーズHI、宇宙Six、timelesz#出演の項目を参照

### 舞台
- ABC座
  - ABC座 星（スター）劇場（2012年2月4日 - 29日、日生劇場）[36]
  - ABC座 2013 ジャニーズ伝説（2013年10月6日 - 28日、日生劇場）[37]
  - ABC座 2014 ジャニーズ伝説（2014年5月9日 - 30日、日生劇場）[38]
  - ABC座 2015（2015年10月7日 - 28日、日生劇場）[39]
- DREAM BOYS JET（2013年9月5日 - 29日、帝国劇場）[40]
- JOHNNYS' 2020 WORLD -ジャニーズ トニトニ ワールド-（2013年12月7日 - 2014年1月27日、帝国劇場）[37]
- なにわ侍　ハローTOKYO!!（2014年2月5日 - 28日、日生劇場）[38]
- 台風n Dreamer（2014年9月3日 - 28日、日生劇場）[38]
- 2015新春 JOHNNYS' World（2015年1月1日 - 27日、帝国劇場）[39]
- 新感線☆RS『メタルマクベス』disc2（2018年9月15日 - 10月25日、IHIステージアラウンド東京） - レスポール Jr. / 元きよし 役[41][42]
- 桃山ビート・トライブ〜再び、傾かん（2019年6月14日 - 16日、京都劇場 / 6月21日 - 7月1日、EX THEATER ROPPONGI） - 主演・小平太 役（山本亮太とW主演）[43][44]
- THE BANK ROBBERY!〜ダイヤモンド強奪大作戦〜（英語版）（2019年8月2日 - 12日、新国立劇場 中劇場 / 8月16日 - 17日、森ノ宮ピロティホール） - 主演・サム・モナハン 役[12][45]
- 新宿のありふれた夜（2019年9月6日 - 11日、シアターΧ） - 主演[46]
- KOKAMI@network vol.17『地球防衛軍 苦情処理係』（2019年11月2日 - 24日、紀伊國屋サザンシアター TAKASHIMAYA / 11月29日 - 12月1日、サンケイホールブリーゼ） - 遠藤陽人 役[23][47]
- トムとディックとハリー（2020年7月11日 - 19日、サンシャイン劇場 / 8月5日、サンケイホールブリーゼ） - ハリー 役[48]
- Les Miserables〜惨めなる人々〜（2020年8月25日 - 30日、シアターΧ） - 主演・ジャン・バルジャン 役[49]
- リチャード二世（2020年10月2日 - 25日、新国立劇場 中劇場） - ヘンリー・パーシー 役[50][51]
- 両国花錦闘士（2020年12月5日 - 23日、明治座 / 2021年1月5日 - 13日、新歌舞伎座 / 1月17日 - 28日、博多座） - 主演・昇龍 役[52][注 2]
- Retrial：実験室（2021年2月5日 - 14日、品川プリンスホテル クラブeX / 2月27日、28日、COOL JAPAN PARK OSAKA WWホール）[56]
- BARNUM（英語版）（2021年3月6日 - 23日、東京芸術劇場 プレイハウス／3月26日 - 28日、兵庫県立芸術文化センター 阪急中ホール／4月2日、相模女子大学グリーンホール） - エイモス・スカダー 役（内海啓貴とWキャスト）[57][58]
- 逆転裁判 〜逆転のパラレルワールド〜（2021年5月13日 - 23日、シアター1010） - 主演・成歩堂龍一 役[59]
- serial number「hedge 1-2-3」（2021年7月8日 - 19日、あうるすぽっと） - 主演[60]
- 喜劇 老後の資金がありません（2021年8月13日 - 26日、新橋演舞場 / 9月1日 - 15日、大阪松竹座） - 後藤勇人 役[61]
  - 喜劇 老後の資金がありません（2023年1月14日 - 28日、南座 / 2月1日 - 19日、新橋演舞場） - 後藤勇人 役[62]
- タクフェス第9弾『天国』（2021年10月22日 - 24日、名古屋市公会堂 / 10月29日・30日、道新ホール / 11月6日、りゅーとぴあ・劇場 / 11月20日、電力ホール / 11月24日 - 28日、梅田芸術劇場シアター・ドラマシティ / 12月1日 - 12日、サンシャイン劇場） - 主演・島村龍太郎 役[63]
- WBB vol.19『ウエスタンモード』（2021年12月21日 - 28日、こくみん共済coop ホール スペース・ゼロ） - 主演・ハリー 役[64]
- Endless SHOCK -Eternal-（2022年4月10日 - 5月31日、帝国劇場）[65]
  - Endless SHOCK（2022年9月5日 - 10月2日、博多座）[66]
  - Endless SHOCK・Endless SHOCK -Eternal-（2023年4月9日 - 5月31日、帝国劇場）[67]
  - Endless SHOCK（2024年7月26日 - 8月18日、梅田芸術劇場メインホール） - ハラ 役[68]
- ダディ（2022年7月9日 - 27日、東京グローブ座 / 8月5日 - 7日、COOL JAPAN PARK OSAKA TTホール）[69] - マックス 役[70]
- まくをおろすな！LIVE（2022年8月12日、中川文化小劇場 / 8月17日・20日、COOL JAPAN PARK OSAKA TTホール） - 大岡越前守忠相 役[71]
- 罠（フランス語版）（2022年10月22日 - 30日、ニッショーホール / 11月2日・3日、松下IMPホール） - 主演・ダニエル・コルバン 役[72][73]
- 家政夫のミタゾノ THE STAGE 〜お寺座の怪人〜（2022年11月17日 - 27日、EX THEATER ROPPONGI / 12月3日・4日、森ノ宮ピロティホール） - 小田切雀尊 役[74][75]
- serial number 09『スローターハウス』（2023年7月15日 - 23日、東京芸術劇場 シアターイースト） - 主演・青年 役[76]
- ミュージカル「天翔ける風に」（2023年9月29日 - 10月9日、東京芸術劇場 プレイハウス / 10月13日 - 15日、兵庫県立芸術文化センター 阪急中ホール / 10月19日 - 22日、穂の国とよはし芸術劇場PLAT 主ホール） - 志士ヤマガタ 役[77]
- オリジナル・ミュージカル『The Agent』（2023年12月7日 - 24日、よみうりホール / 2024年1月13日・14日、兵庫県立芸術文化センター 阪急中ホール） - カート・スミス 役[78][79]
- 山田ジャパン「愛称⇆蔑称」（2024年3月7日 - 15日、六行会ホール） - 主演・畑中忠平 役[80]
- ノサカラボ「ゼロ時間へ」（2024年10月3日 - 9日、三越劇場 / 10月13日 - 14日、COOL JAPAN PARK OSAKA TTホール） - 主演・ネヴィル・ストレンジ 役[81]
- AOI Pro.「混頓 vol.5」（2024年11月15日 - 17日、TOKYO FMホール）[82]
- カリズマ（2024年12月7日 - 15日、品川プリンスホテル クラブeX） - 長沢ダイ 役[83]
- Take Me Out 2025（2025年5月17日 - 6月8日、よみうりホール / 6月14日・15日、Niterra日本特殊陶業市民会館 ビレッジホール / 6月20日・21日、岡山芸術創造劇場 ハレノワ 中劇場 / 6月27日 - 29日、兵庫県立芸術文化センター 阪急中ホール） - タケシ・カワバタ 役[84]
- ドラマプランニング（2025年9月26日 - 10月5日〈予定〉、本多劇場） - 主演・青野貴則 役[85]

### テレビドラマ
- お兄ちゃん、ガチャ（2015年1月10日 - 3月28日、日本テレビ） - お兄ちゃんズ 少年D 役[86]
- トリリオンゲーム 第4話 - 最終話（2023年8月4日 - 9月15日、TBS） - 桜心護 役[87]
- イグナイト -法の無法者- 第4話（2025年5月9日、TBS） - 牧田一也 役[88]

### 映画
- まくをおろすな!（2023年1月20日公開、ショウゲート） - 大岡越前守忠相 役[71][89][90]
- 劇場版 トリリオンゲーム（2025年2月14日公開、東宝） - 桜心護 役[91]
- #真相をお話しします（2025年4月25日公開、東宝） - タトゥーの男 役[92]
- 天文館探偵物語（2025年12月5日公開予定、アイエス・フィールド） - 橋口拓海 役[93]

### Web配信
- 室龍太・原嘉孝のムロハラDX（2024年9月30日 - 2025年6月30日 配信、ニコニコチャンネルプラス）[5]
- timelesz project -AUDITION- episode07 - episode16（2024年12月6日 - 2025年2月15日、Netflix）[94][95]

### テレビ番組
- アドリブTHEATER（2023年10月19日、11月16日、12月21日、MUSIC ON! TV）[96]
  - アドリブTHEATER＜#特別編＞（2024年3月21日、MUSIC ON! TV）[97]
- 地球まるごと大実験ネイチャーティーチャー（2025年7月12日、TBS） - 篠塚大輝とMC[98]